# ZFYVE16
ZFYVE16‏ (Zinc finger FYVE-type containing 16) هوَ بروتين يُشَفر بواسطة جين ZFYVE16 في الإنسان.